# آبشار آمریکایی
آبشار آمریکایی یکی از سه آبشاری می‌باشد که با یکدیگر به آبشار نیاگارا مشهور می‌باشند و در مسیر رودخانه نیاگارا و مرز بین کانادا و آمریکا قرار دارد. برخلاف آبشار نعل اسبی که تقریباً به‌طور کامل در خاک کانادا می‌باشد این آبشار به‌طور کامل در خاک آمریکا در ایالت نیویورک واقع شده‌است.

## نگارخانه

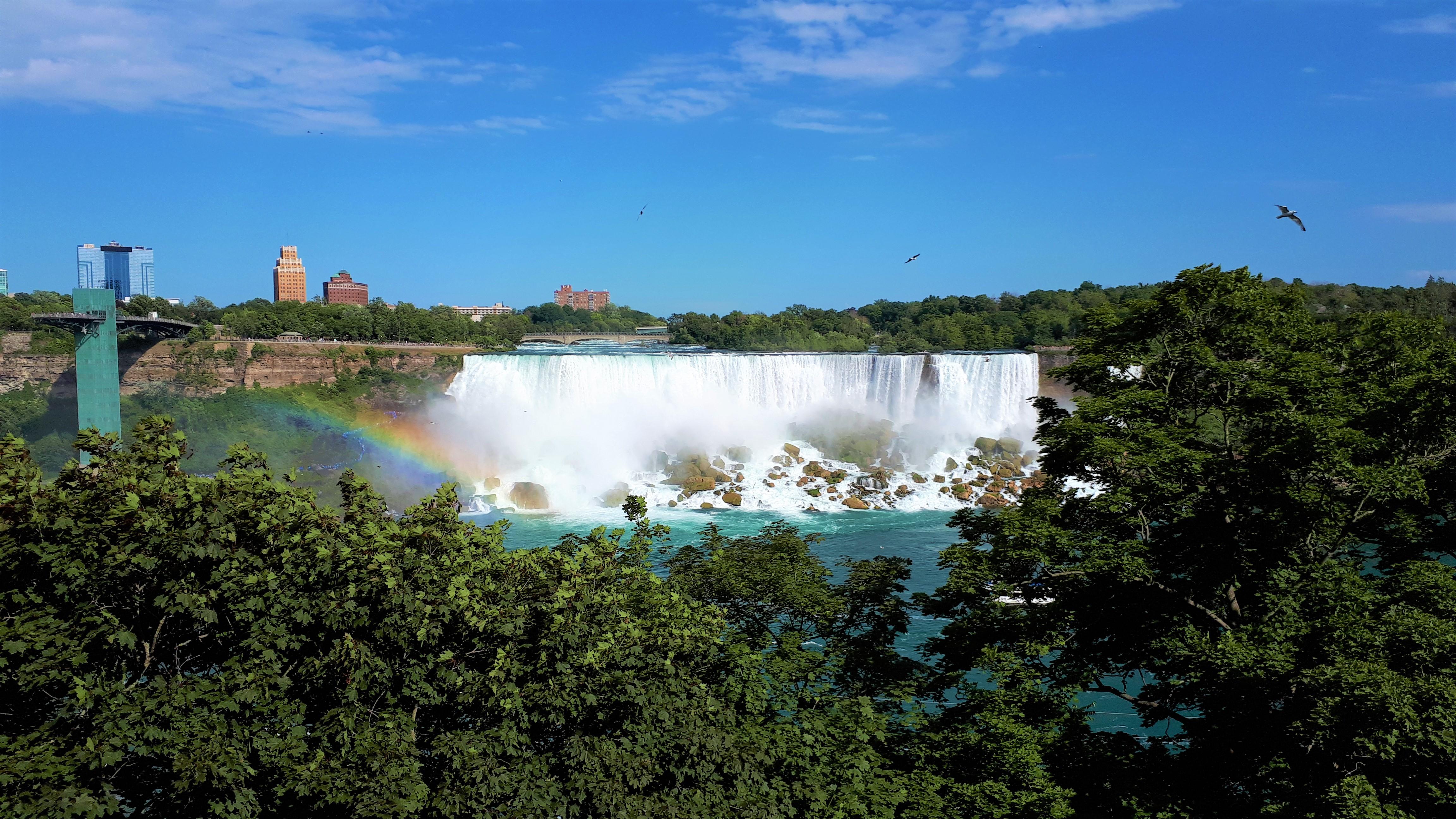